# Kopî, Domanivka
Kopî (în ucraineană Копи) este un sat în comuna Volodîmîrivka din raionul Domanivka, regiunea Mîkolaiiv, Ucraina.

## Demografie
Componența lingvistică a localității Kopî
     Ucraineană (100%)
Conform recensământului din 2001, toată populația localității Kopî era vorbitoare de ucraineană (100%).